# Israel Discount Bank
L'Israel Discount Bank —בנק דיסקונט לישראל (hebreu)— és un dels tres majors bancs d'Israel, amb 260 sucursals i un actiu de 171 mil milions de xéquels (35 mil milions d'euros). Va ser fundat a Tel-Aviv com Eretz Yisrael Discount Bank l'any 1935 per Leon Recanati, immigrant jueu procedent de Grècia, que havia estat líder de la comunitat jueva de Tessalònica. Va ser el primer banc que operava a Palestina, d'entre la dotzena que existien, que treballava amb persones físiques com a clients per a dipòsits bancaris i operacions de crèdit restringides a l'àmbit privat, en comptes d'empreses o comerciants. La primera sucursal es va obrir el 1949 a Haifa i es va estendre fora d'Israel l'any 1962, obrint una oficina a Nova York. Després de la crisi financera de 1983, el Govern d'Israel va passar a ser el seu propietari.